# Protobulgarer

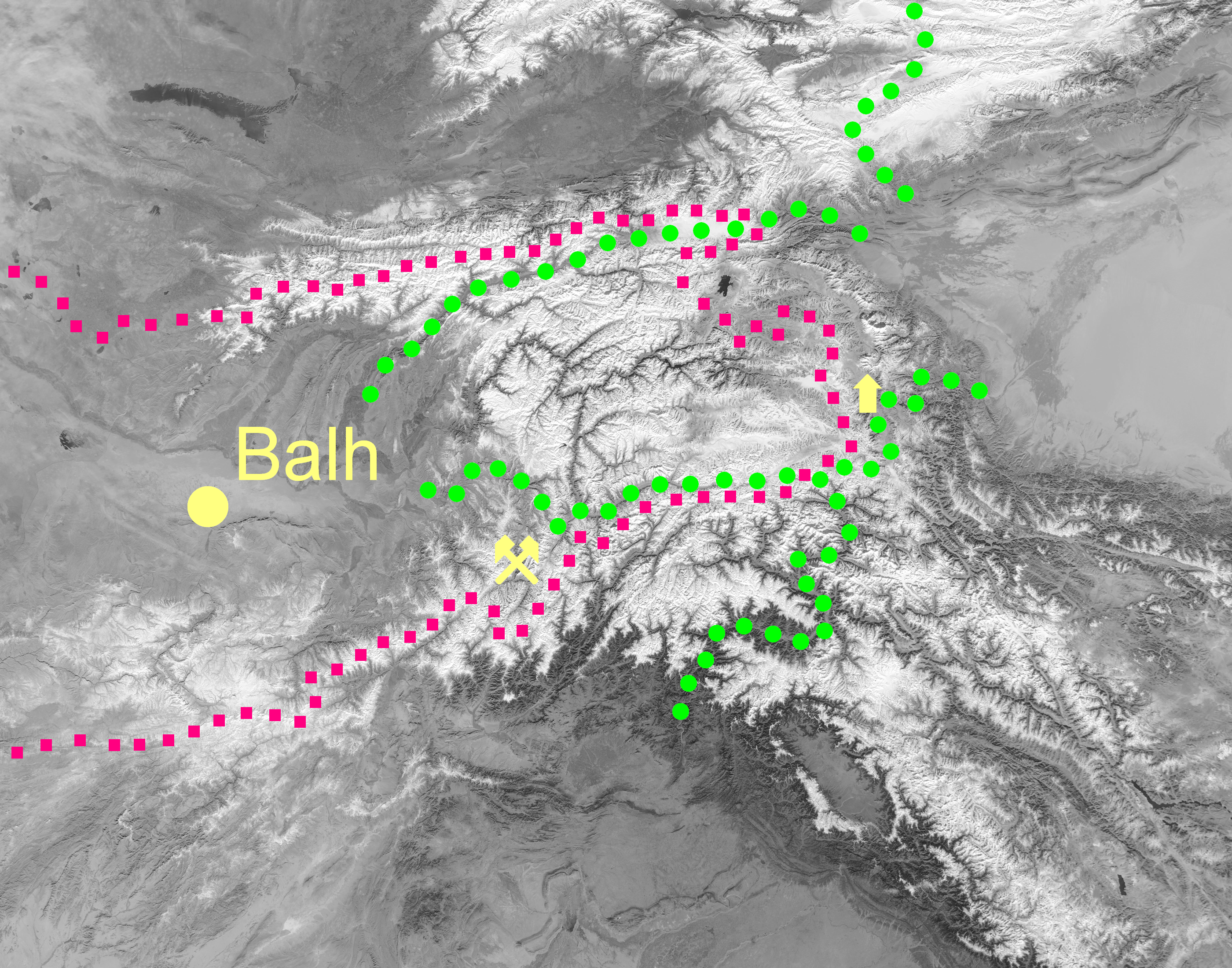
Bergsområdet Imeon i Hindukush och Pamir föreslås som protobulgarernas urhem enligt den armeniska Asjcharatsujts-kartan över Centralasien från 400-600-talet, återskapad av S.T. Eremian.

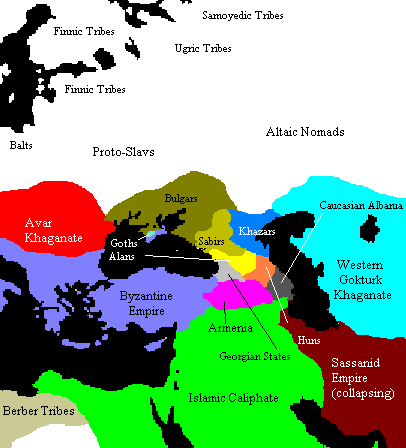
Storbulgarien och närliggande områden cirka 650 e.Kr.

Protobulgarer (på bulgariska прабългари), ibland kallade enbart bulgarer, är ett av de tre folkslagen som blivit de nutida bulgarerna i Bulgarien. De andra två folkslagen är thrakerna och slaverna.

## Historik
Protobulgarernas tidigaste ursprung är något omtvistat. Iibland uppges att de var ett turkfolk som invandrat från Centralasien eller från staden Bulgan i Mongoliet och ibland att de var ett indoeuropeiskt folk från Pamir. Benämningens etymologi brukar härledas till turkiska bulgha som betyder "blandning". Sannolikt var de ursprungligen ett etniskt blandat folkslag.
Enligt vissa historieskrivare slog sig de första protobulgarerna ned i området mellan Svarta havet och Kaspiska havet på 100-talet e.Kr. Det var troligen bara ett fåtal, och en etnisk del av det folkslag som senare kallades bulgarer. Mellan 351 och 389 flyttade en del till Armenien via Kaukasus. Samtidigt som hunnerna drog fram flyttade allt fler protobulgarer till området och assimilerades med sarmaterna. 
Protobulgarerna bildade Magna Bulgaria, eller Storbulgariska riket, på 600-talet. År 668 föll riket och protobulgarerna skingrades. Enligt traditionell historiesyn vandrade den största gruppen västerut under ledaren, khanen Asparuch, och korsade Donau år 680. Följande år slog de sig ned i staden Pliska i Bulgarien. Protobulgarerna hade inte bara militära färdigheter utan var även politiskt organiserade och kunde snabbt ta makten över de slaver som fanns i området.
Enligt samma traditionell historiesyn vandrade den mindre gruppen norrut och bildade Volgabulgariska riket.

## Galleri

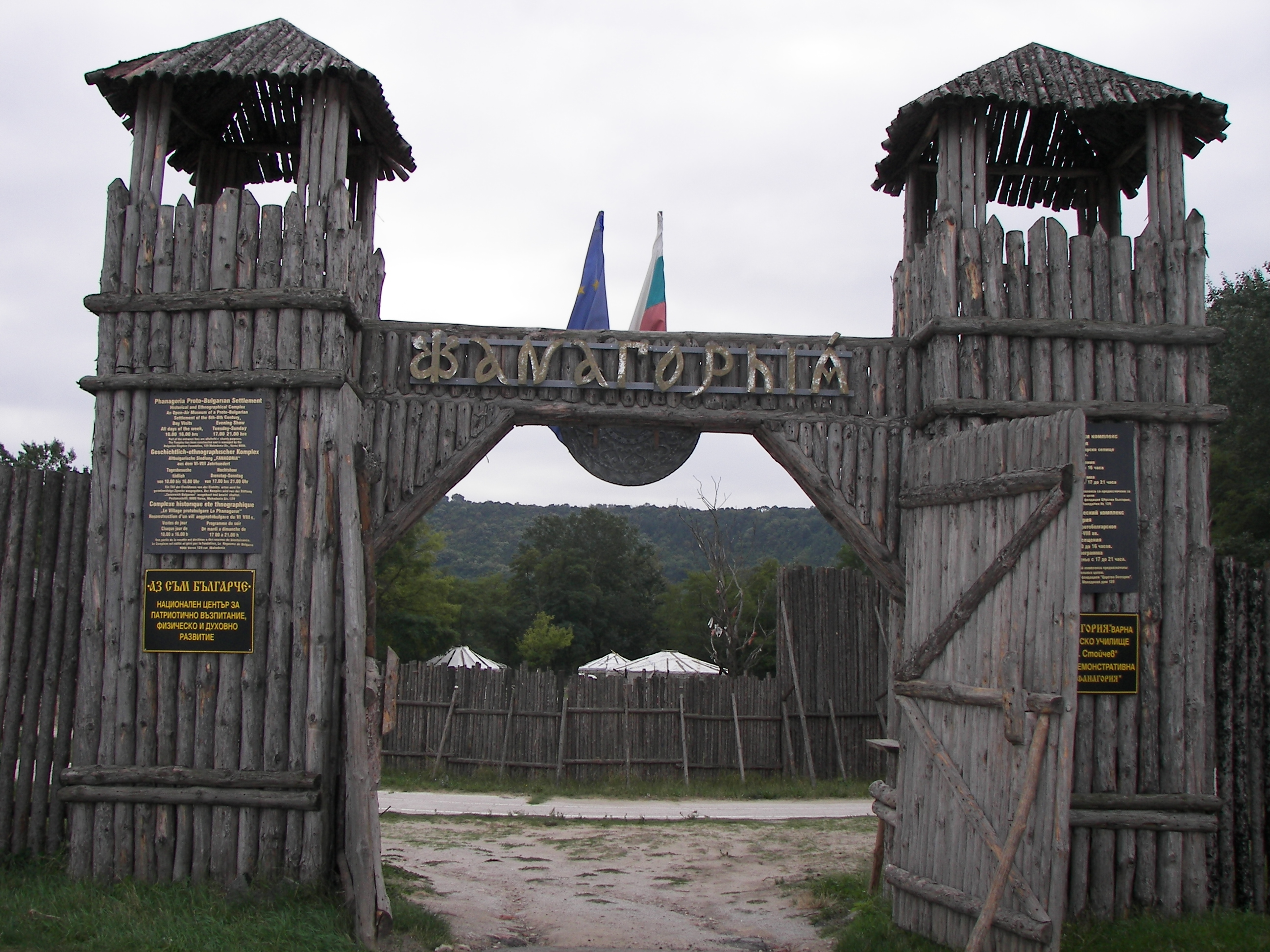
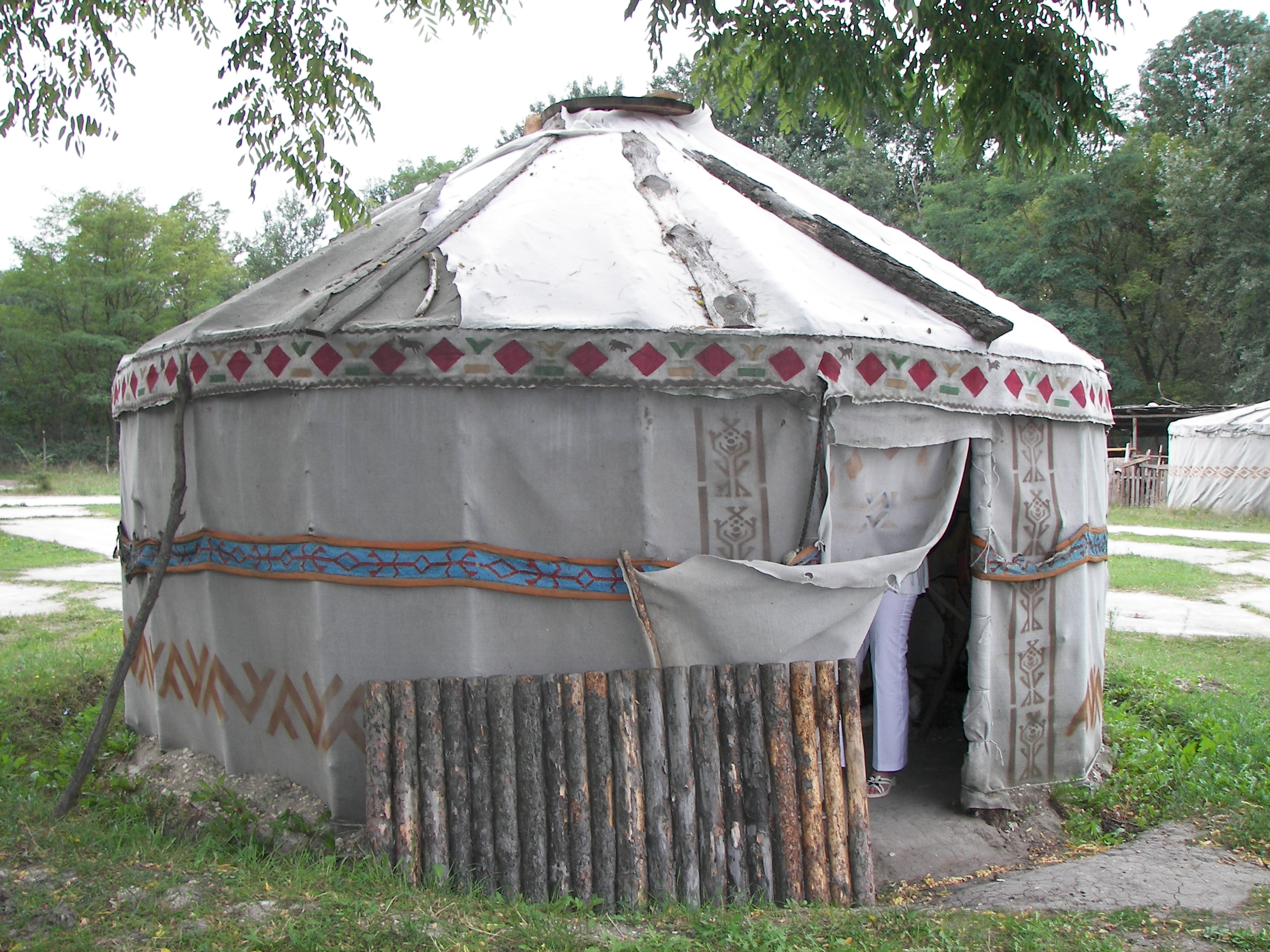
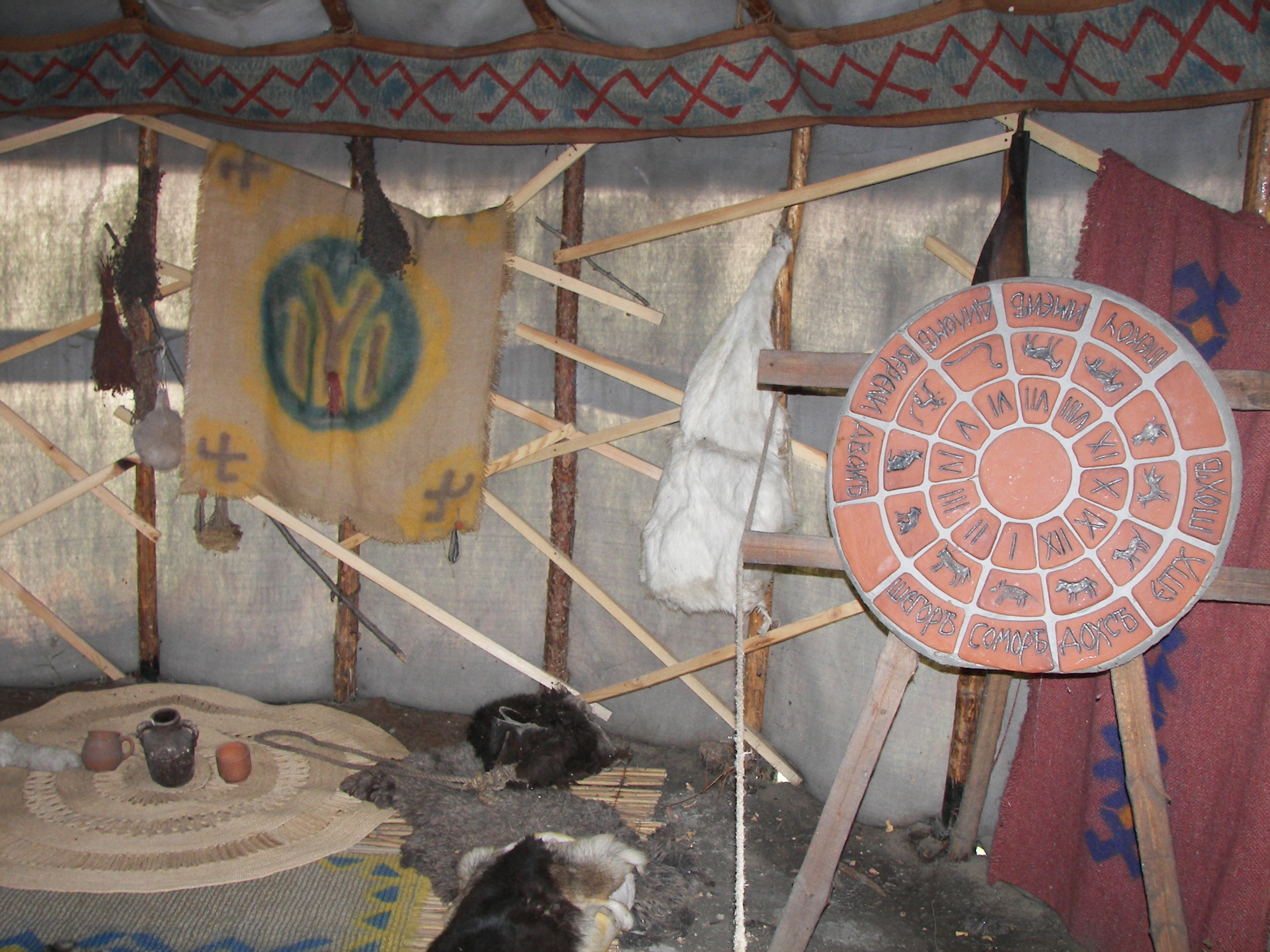
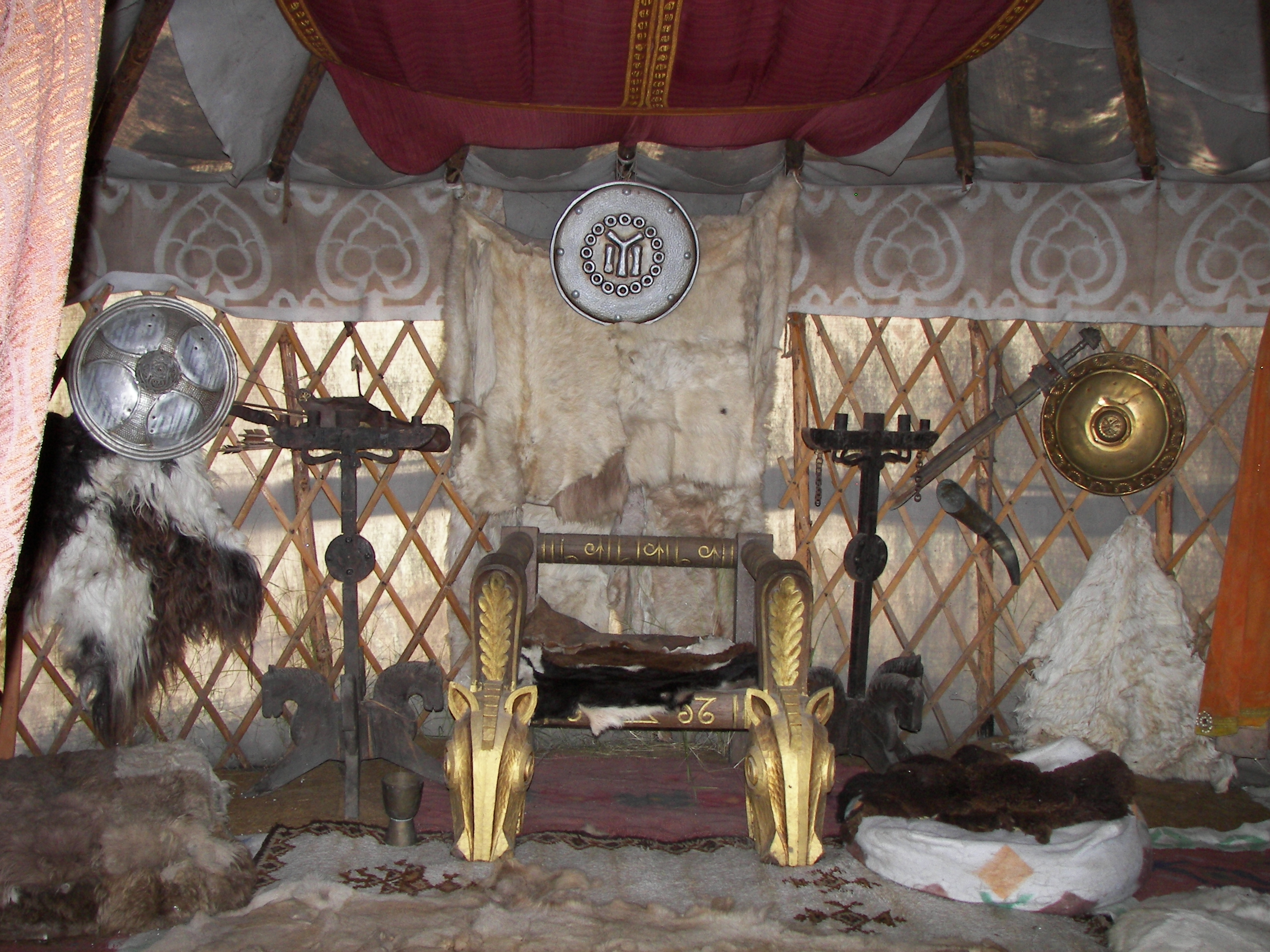